# Piotr Fijas
Piotr Władysław Fijas (Bielsko-Biała, 27 giugno 1958) è un allenatore di sci nordico ed ex saltatore con gli sci polacco.

## Biografia

### Carriera sciistica
Debuttò in campo internazionale in occasione della tappa del Torneo dei quattro trampolini di Oberstdorf del 30 dicembre 1978 (38°). In Coppa del Mondo esordì il 30 dicembre 1979 a Oberstdorf (27°), ottenne il primo podio il 6 gennaio 1980 a Bischofshofen (3°) e la prima vittoria il 27 gennaio successivo a Zakopane.
In carriera prese parte a tre edizioni dei Giochi olimpici invernali, Lake Placid 1980 (47° nel trampolino normale, 14° nel trampolino lungo), Sarajevo 1984 (7° nel trampolino normale, 17° nel trampolino lungo) e Calgary 1988 (10° nel trampolino normale, 13° nel trampolino lungo), a tre dei Campionati mondiali (12° nel trampolino lungo a Oberstdorf 1987 il miglior risultato) e a una dei Mondiali di volo, vincendo una medaglia.

### Carriera da allenatore
Dopo il ritiro divenne allenatore dei saltatori della nazionale polacca.

## Palmarès

### Mondiali di volo
- 1 medaglia:
  - 1 bronzo (individuale a Planica 1979)

### Coppa del Mondo
- Miglior piazzamento in classifica generale: 14º nel 1985
- 10 podi (tutti individuali):
  - 3 vittorie
  - 1 secondo posto
  - 6 terzi posti

#### Coppa del Mondo - vittorie
| Data            | Località     | Nazione        | Trampolino          |
| --------------- | ------------ | -------------- | ------------------- |
| 20 gennaio 1980 | Zakopane     | Polonia        | Wielka Krokiew K115 |
| 9 febbraio 1980 | Saint-Nizier | Francia        | Dauphine K112       |
| 12 gennaio 1986 | Liberec      | Cecoslovacchia | Ještěd K115         |

### Torneo dei quattro trampolini
- 4 podi di tappa:
  - 4 terzi posti[1]